# Iridomyrmex obscurans
Iridomyrmex obscurans é uma espécie de formiga do gênero Iridomyrmex.